# Гельман, Полина Владимировна
Полина Владимировна Гельман (24 октября 1919 — 29 ноября 2005) — начальник связи авиационной эскадрильи 46-го гвардейского ночного бомбардировочного авиационного полка (325-й ночной бомбардировочной авиационной дивизии, 4-й воздушной армии, 2-го Белорусского фронта), гвардии старший лейтенант. Совершила 860 боевых вылетов. Герой Советского Союза.

## Биография
Родилась 24 октября 1919 года в городе Бердичев (ныне Житомирской области Украины) в еврейской семье. После гибели отца от рук петлюровцев переехала с матерью Еленой Львовной Гельман в Гомель.
Окончила школу в Гомеле и 3 курса исторического факультета Московского государственного университета. 
«Когда началась война, — вспоминала Полина Гельман, — передо мной не стоял вопрос, что делать. Я стремилась на фронт, считала, что мое место именно там». В этом решении Полину поддержала мать. «Иди туда, куда зовет тебя долг дочери коммунистов» — писала она Полине, когда та сообщила ей о своем намерении вступить в Красную Армию.  Из-за маленького роста Полина не могла быть пилотом. Поступив в 122-ю авиагруппу, Гельман лично обратилась к М. М. Расковой и настояла на своем назначении в группу по подготовке штурманов.
В Красной Армии с октября 1941 года. В 1942 году окончила курсы штурманов при Энгельсской военной авиационной школе пилотов. В Действующей армии с мая 1942 года. Член ВКП(б)/КПСС с 1942 года.
Начальник связи авиационной эскадрильи 46-го гвардейского ночного бомбардировочного авиаполка (325-я ночная бомбардировочная авиадивизия, 4-я воздушная армия, 2-й Белорусский фронт) гвардии старший лейтенант П. В. Гельман к маю 1945 года, как штурман самолёта ПО-2, совершила 860 вылетов на бомбёжку вражеских позиций, переправ, складов с боеприпасами и имуществом, аэродромов. Сбросила 113 тонн бомб на немецко-фашистских захватчиков; выполняя боевые задания, налетала 1300 часов; произвела 164 бомбовых удара, в том числе бомбардировала вражеские позиции в Крыму; при форсировании войсками Красной Армии реки Нарев, бомбила оборону гитлеровцев в районе городов Остроленка и Сероцк. Вызвала 142 пожара в расположении врага. Доставляла продовольствие, боеприпасы, одежду, медикаменты десантникам в населённый пункт Эльтиген (ныне в черте города-героя Керчь Крымской области, Россия).
Окончила войну на Эльбе. Последний полёт совершила над Берлином.

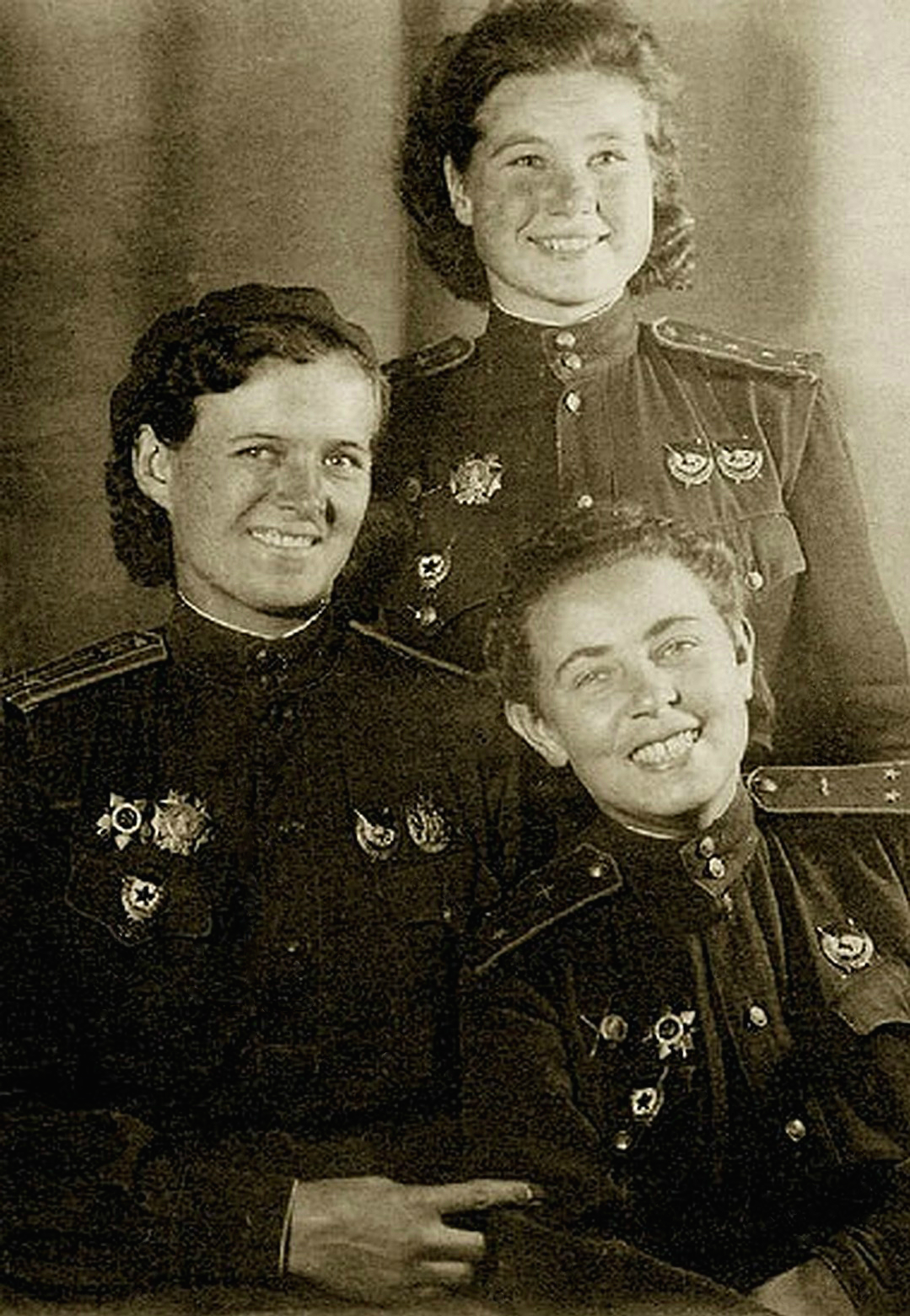
Девушки-офицеры 46-го гвардейского Таманского ночного бомбардировочного авиационного полка 325-й ночной бомбардировочной авиационной дивизии 4-й воздушной армии: Евдокия Бершанская (слева), Мария Смирнова (стоит) и Полина Гельман

Указом Президиума Верховного Совета СССР от 15 мая 1946 года за образцовое выполнение боевых заданий командования и проявленные при этом героизм и мужество гвардии старшему лейтенанту Гельман Полине Владимировне присвоено звание Героя Советского Союза с вручением ордена Ленина и медали «Золотая Звезда» (№ 8962).
В 1951 году П. В. Гельман окончила Военный институт иностранных языков.  В 1951—1955 годах работала на военфаке при Московском финансовом институте (ныне Финансовый университет при Правительстве РФ).
С 1957 года гвардии майор Гельман — в отставке.
После развёртывания событий на Кубе в районе Плайя-Хирон работала там в качестве переводчика и посла мира.
С 1970 года кандидат экономических наук, доцент. До выхода на пенсию в 1990 году П. В. Гельман преподавала в Институте общественных наук при ЦК КПСС, была доцентом кафедры политэкономии.
В составе советских делегаций выезжала в Израиль. Была членом правления Общества «СССР—Уругвай».
Скончалась 29 ноября 2005 года. Похоронена в Москве в колумбарии на Новодевичьем кладбище.

## Семья
Родители Гельман Полины Владимировны были революционерами. Её мать, Гельман Еля Львовна (1893—1976), член ВКП(б) с марта 1917 года, также похоронена в Москве на Новодевичьем кладбище, их памятные доски находятся рядом. Отца Полина Владимировна не помнила, однако со слов матери знала о нём, как о «сильном, волевом человеке, меньше всего думавшем о себе, заботившемся об окружающих людях, за них и отдавшем свою жизнь».
Во время обучения в Военном институте иностранных языков Полина Владимировна познакомилась со своим будущим мужем, офицером Советской Армии, фронтовиком Колосовым Владимиром Николаевичем (1921—1994), похоронен на Востряковском кладбище. Они поженились в 1948 году.
21 мая 1949 года у них родилась дочь — Колосова Галина Владимировна. Галина окончила исторический факультет МГУ, работала в Финансовой академии заведующей сектором Библиотечно-информационного комплекса. Скончалась в августе 2021 года.
29 мая 1982 года родился внук Полины Владимировны, Колосов Николай Владимирович. Николай юрист, уволился с государственной службы в 2009 году с классным чином советника ГГС 3-го класса, сейчас работает по специальности.

## Награды и звания
- Медаль «Золотая Звезда» (№ 8962).
- Орден Ленина (награждена 15 мая 1946).
- Орден Красного Знамени (дважды награждена 25 октября 1943 и 25 мая 1945).
- Орден Отечественной войны I степени (дважды награждена 26 апреля 1944 и 6 апреля 1985).
- Орден Красной Звезды (дважды награждена 9 сентября 1942 и 30 декабря 1956).
- Медали.

## Память
- Одна из улиц в Бердичеве носит имя Полины Гельман.
- По решению Топонимической комиссии при Гомельском городском исполнительном комитете 3-я проектируемая улица в 59-м мкр. Шведская горка в Гомеле получила название в честь Полины Гельман[8][9].
- Мемориальная доска на здании школы, в которой она училась, в г. Гомель.
- Мемориальная доска на здании областной организации ДОСААФ в г. Гомель.
- Стела в честь П. В. Гельман установлена на Аллее Героев в Гомеле (ул. Советская)[10][11].